# L'Astrolabe (P 800)
L'Astrolabe è una nave multiuso armata dalla Marine nationale, di proprietà delle Terre australi e antartiche francesi e affittata dall'Istituto polare francese Paul-Émile Victor. Il suo nome rimanda alla precedente nave polare L'Astrolabe (1988-2017) dell'IPEV; questa riprendeva a sua volta il nome della nave di Jules Dumont d'Urville L'Astrolabe (ex La Coquille, 1811-1852) e della nave di Jean-François de La Pérouse e Paul Fleuriot de Langle L'Astrolabe (ex L'Autruche, 17..-1788).

## Storia
Il 9 giugno 2015, il prefetto delle Terre australi e antartiche francesi sigla il contratto d'ordine de L'Astrolabe con il cantiere navale Piriou di Concarneau. Quest'ordine è il risultato di un partenariato fra tre ministeri francesi: "Outre-mer", "Défense" e "Recherche"; infatti la nave sarà acquistata dal Ministère des Outre-mer (TAAF) con un prestito finanziario dell'Agence Française de Développement, e sarà usata dal Ministère de la Recherche (IPEV) e dal Ministère de la Défense (MN).
L'Astrolabe ha una doppia missione "civile" e "militare", infatti sostituisce rispettivamente due navi: la nave polare L'Astrolabe utilizzata dall'IPEV e il pattugliatore australe Albatros utilizzato dalla Marine nationale. La Marine armerà ed equipaggerà la nave e l'IPEV la utilizzerà in affitto.
La nave svolgerà la missione civile di rifornimento delle basi francesi in Antartide (Dumont d'Urville e Concordia) per 120 giorni all'anno e la missione militare di sorveglianza della ZEE francese dell'oceano Indiano per 245 giorni all'anno.
Nel gennaio 2016, Piriou lancia la costruzione de L'Astrolabe, classificata BV ICE BREAKER 5, è basata sul design sviluppato dall'azienda francese Marine Assistance ed è realizzata col supporto dell'azienda finlandese Aker Arctic, specializzata nelle navi polari.
Il 12 luglio 2017 la nave è stata battezzata presso i cantieri navali Piriou a Concarneau e l'indomani la nave è partita per Brest per ricevere l'armamento.
Il 12 agosto 2017 la nave è partita alla volta de La Réunion, suo porto base; dove arriva, senza scali intermedi, il 7 settembre 2017, via lo stretto di Gibilterra e il canale di Suez.
La sua prima "mission logistique antarctique" (MLA) è prevista durante l'estate australe 2017/2018. Il 12 ottobre 2017, L'Astrolabe parte per la prima missione; per l'occasione, il 9 ottobre 2017 è stato emesso un francobollo con l'immagine della nave.
L'astrolabio è di proprietà delle Terre Australi e Antartiche Francesi (TAAF) ed è gestito e mantenuto dalla Marina francese.

## Impiego
L'Astrolabe è armato dalla Marine nationale ed effettua due tipi di missioni:
- Missioni di sostegno e logistica in Antartide: trasporto di merci e passeggeri tra Hobart (in Tasmania, Australia) e la base Dumont d'Urville (in Terra Adelia, Antartide), per 120 giorni all'anno (durante l'estate australe) a profitto dell'IPEV e delle TAAF. Nel quadro della cooperazione scientifica internazionale tra la Francia e l'Australia, alcune missioni di rifornimento sono ugualmente possibili a profitto dell'Australian Antarctic Division (AAD).
- Missioni di difesa: missioni di sovranità nel sud dell'oceano Indiano, con base a La Réunion, il resto dell'anno; nello svolgimento di questa missione, l'Astrolabe sostituisce il pattugliatore australe Albatros.

Per svolgere le missioni in Antartide, l'Astrolabe effettua 4 o 5 rotazioni, tra novembre e febbraio, da Hobart alla base Dumont d'Urville; il materiale e il personale è in seguito trasportato per via terrestre, da Cap Prud'Homme, verso la base franco-italiana Concordia.